# Soledad Casilda Hernáez
Soledad Casilda Hernáez Vargas (Cizúrquil, Guipúzcoa, 9 de abril de 1914-San Juan de Luz, Francia, 31 de agosto de 1992), a veces citada como Casilda Méndez Hernáez y conocida como Kasilda, Kaxilda, Kasi o la Miliciana, fue una militante anarquista española, compañera de Félix Likiniano.

## Biografía
Hernáez nació de madre soltera y padre desconocido en la casa cuna Fraisoro de Cizúrquil. Su abuela era de etnia gitana canastera, sus tíos anarquistas y analfabetos influyeron en su temprana iniciación libertaria. Se crio en el barrio donostiarra de Eguía, donde aprendió a leer y escribir en la escuela pública de Atocha.
A partir de 1931 militó en Juventudes Libertarias y asistió a los ateneos libertarios, que fueron para ella una segunda escuela. Fue detenida brevemente por hacer un llamamiento a la huelga en una empresa cuya plantilla estaba compuesta por mujeres. También causó escándalo por aquella época su práctica del nudismo en la playa de Zurriola. Su intensa participación en la huelga revolucionaria de octubre de 1934 provocaron que fuera detenida y condenada por un tribunal de guerra a nueve años de cárcel por repartir propaganda y veinte más por posesión de explosivos. Fue encarcelada en el fuerte de Nuestra Señora de Guadalupe y posteriormente trasladada a la cárcel de mujeres de Ventas de Madrid, pero, tras dos años de reclusión, fue liberada gracias a la amnistía general que concedió el Frente Popular a comienzos de 1936.
Al poco de salir de prisión conoció al militante anarquista Félix Likiniano, quien sería su compañero de por vida, y simpatizó con la agrupación Mujeres Libres, creada el mismo año, aunque sin llegar a formar parte de la misma.
Tras estallar la guerra civil en julio de 1936, se implicó en la milicia antifranquista, participando en la defensa de San Sebastián, la batalla de Irún, la columna Hilario-Zamora en el frente de Aragón y el frente del Ebro. Ante el triunfo del bando sublevado en Barcelona, se exilió con Likiniano a Francia a través de los Pirineos y pasó por los campos de concentración de Argelès y Gurs hasta verano de 1940. Una vez libres, se trasladaron a Burdeos. Su domicilio sirvió como centro de la resistencia contra el franquismo y el nazismo y fue conocido como el «Consulado Vasco».
Años después, tras el debilitamiento del movimiento anarquista, la pareja se solidarizó con el independentismo vasco y con la organización armada Euskadi ta Askatasuna (ETA). Sin embargo, la relación entre Casilda y Félix se enfrió y entró en un estado depresivo del que se recuperaría más adelante.
Murió de cáncer en San Juan de Luz, en Francia, el 31 de agosto de 1992. Está enterrada junto con Félix Likiniano en el cementerio de Biarritz. En su lápida, por iniciativa de su amiga Begoña Gorospe, se inscribió la frase «Mujer, tú eres el fuego que no se apaga» (en euskera: Andra! Zu zera bukatzen ez den sua!).

## Reconocimientos
En 1985, Luis María Jiménez de Aberásturi publicó la biografía Casilda, miliciana: historia de un sentimiento.
En 2021 el grupo de teatro Goitibera estrenó Kasilda, bukatzen ez den sua, obra realizada en su honor.
En 2022 el documental Casilda, el eco de otros pasos, del director Juan Felipe, aborda la figura de Hernáez. Durante este año también se publicó la novela gráfica Casilda revolucionaria de Rubén Uceda Villanueva, que narra su vida en primera persona.